# Marcelo Trivisonno
Marcelo Trivisonno (sinh ngày 8 tháng 6 năm 1966) là một cầu thủ bóng đá người Argentina.

## Sự nghiệp câu lạc bộ
Marcelo Trivisonno đã từng chơi cho Urawa Reds.

## Thống kê câu lạc bộ

### J.League
| Đội        | Năm       | J.League | J.League | J.League Cup | J.League Cup | Tổng cộng | Tổng cộng |
| Đội        | Năm       | Trận     | Bàn      | Trận         | Bàn          | Trận      | Bàn       |
| ---------- | --------- | -------- | -------- | ------------ | ------------ | --------- | --------- |
| Urawa Reds | 1992      | -        | -        | 9            | 0            | 9         | 0         |
| Urawa Reds | 1993      | 26       | 0        | 2            | 0            | 28        | 0         |
| Tổng cộng  | Tổng cộng | 26       | 0        | 11           | 0            | 37        | 0         |